# Gillian Sheen
Gillian Mary Sheen, po mężu Donaldson (ur. 21 sierpnia 1928 w Willesden, zm. 5 lipca 2021 w Auburn) – brytyjska florecistka, mistrzyni olimpijska i brązowa medalistka mistrzostw świata.
Na igrzyskach olimpijskich w Helsinkach w 1952 roku w turnieju indywidualnym odpadła w ćwierćfinałach. Na rozgrywanych cztery lata później igrzyskach olimpijskich w Melbourne wywalczyła złoty medal. W rundzie finałowej uzyskała tyle samo punktów co Rumunka Olga Orbán; w walce barażowej o złoto wygrała z Orbán 4:2. Brała też udział w igrzyskach olimpijskich w Rzymie w 1960 roku, gdzie w zawodach drużynowych była dziewiąta, a w indywidualnych odpadła w ćwierćfinałach.
Podczas mistrzostw świata w Monte Carlo w 1950 roku wspólnie z Elizabeth Carnegy Arbuthnott, Caroline Drew, Mary Glen-Haig i Margaret Somerville zajęła trzecie miejsce w turnieju drużynowym.
Ponadto wywalczyła złoty medal indywidualnie na igrzyskach Imperium Brytyjskiego i Wspólnoty Brytyjskiej w Cardiff (1958) oraz srebrny na igrzyskach Imperium Brytyjskiego i Wspólnoty Brytyjskiej w Vancouver (1954). Między 1949 a 1960 dziesięciokrotnie zdobywała mistrzostwo Wielkiej Brytanii.
Zakończyła karierę sportową w 1963 roku i wraz z mężem zamieszkała w Nowym Jorku, gdzie prowadzili gabinet stomatologiczny.
W 2019 roku odznaczona Orderem Imperium Brytyjskiego

## Osiągnięcia
Konkurencja: floret
Igrzyska olimpijskie
- indywidualnie (1956)

Mistrzostwa świata
- drużynowo (1950)

Igrzyska Imperium Brytyjskiego i Wspólnoty Brytyjskiej
- indywidualnie (1954)
- indywidualnie (1958)